# Havana (Illinois)
Havana é uma cidade localizada no estado americano de Illinois, no Condado de Mason.

## Demografia
Segundo o censo americano de 2000, a sua população era de 3577 habitantes.
Em 2006, foi estimada uma população de 3420, um decréscimo de 157 (-4.4%).

## Geografia
De acordo com o United States Census Bureau tem uma área de
7,2 km², dos quais 6,8 km² cobertos por terra e 0,4 km² cobertos por água. Havana localiza-se a aproximadamente 145 m acima do nível do mar.

## Localidades na vizinhança
O diagrama seguinte representa as localidades num raio de 20 km ao redor de Havana.